# Мостищанська сільська рада
| Мостищанська сільська рада (до 2016 року — Мостищенська сільська рада) — орган місцевого самоврядування у Макарівському районі Київської області з адміністративним центром у с. Мостище. Історична дата утворення: в 1929 році. Водоймища на території, підпорядкованій даній раді: Ірпінь. Сільській раді підпорядковані населені пункти: - с. Мостище |

## Склад ради
Рада складається з 12 депутатів та голови.

### Керівний склад ради
| ПІБ                          | Основні відомості                                                         | Дата обрання | Дата звільнення |
| ---------------------------- | ------------------------------------------------------------------------- | ------------ | --------------- |
| Корнієнко Василь Іванович    | Сільський голова, 1950 року народження, освіта, безпартійний              | 26.03.2006   | 31.10.2010      |
| Цисаренко Володимир Іванович | Сільський голова, 1957 року народження, освіта вища, член Партії регіонів | 31.10.2010   |                 |

Примітка: таблиця складена за даними джерела